# Gravedad de Marte

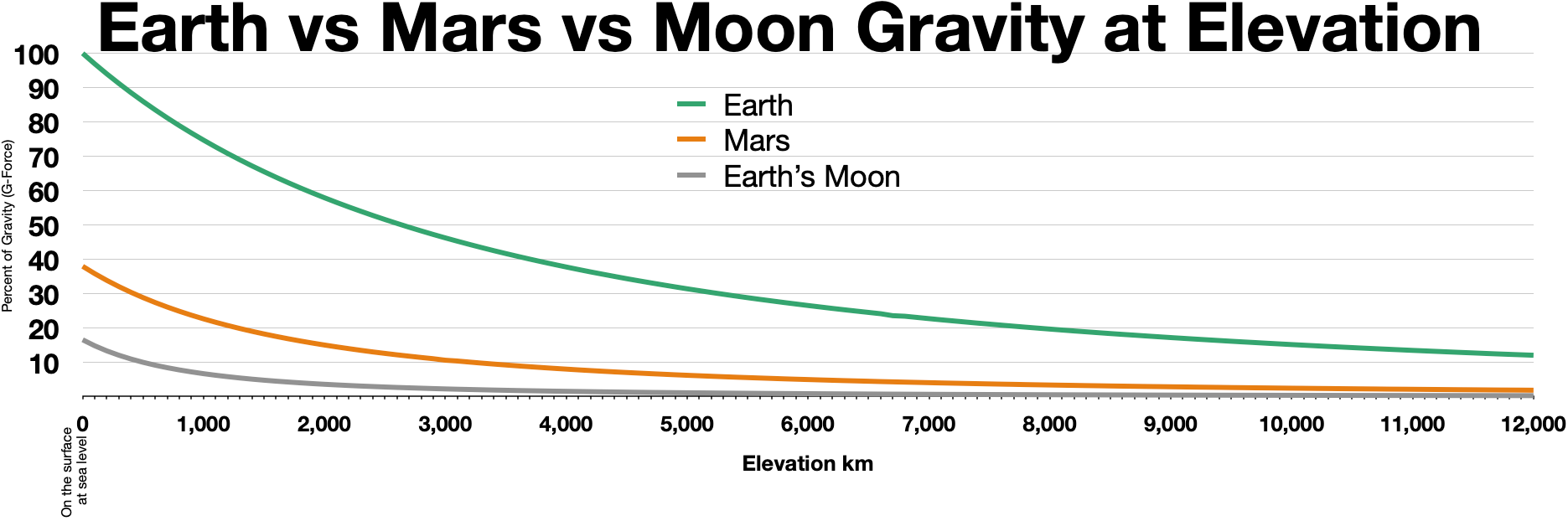
Comparación entre las gravedades de la Tierra (Earth), Marte (Mars) y Luna (Moon).

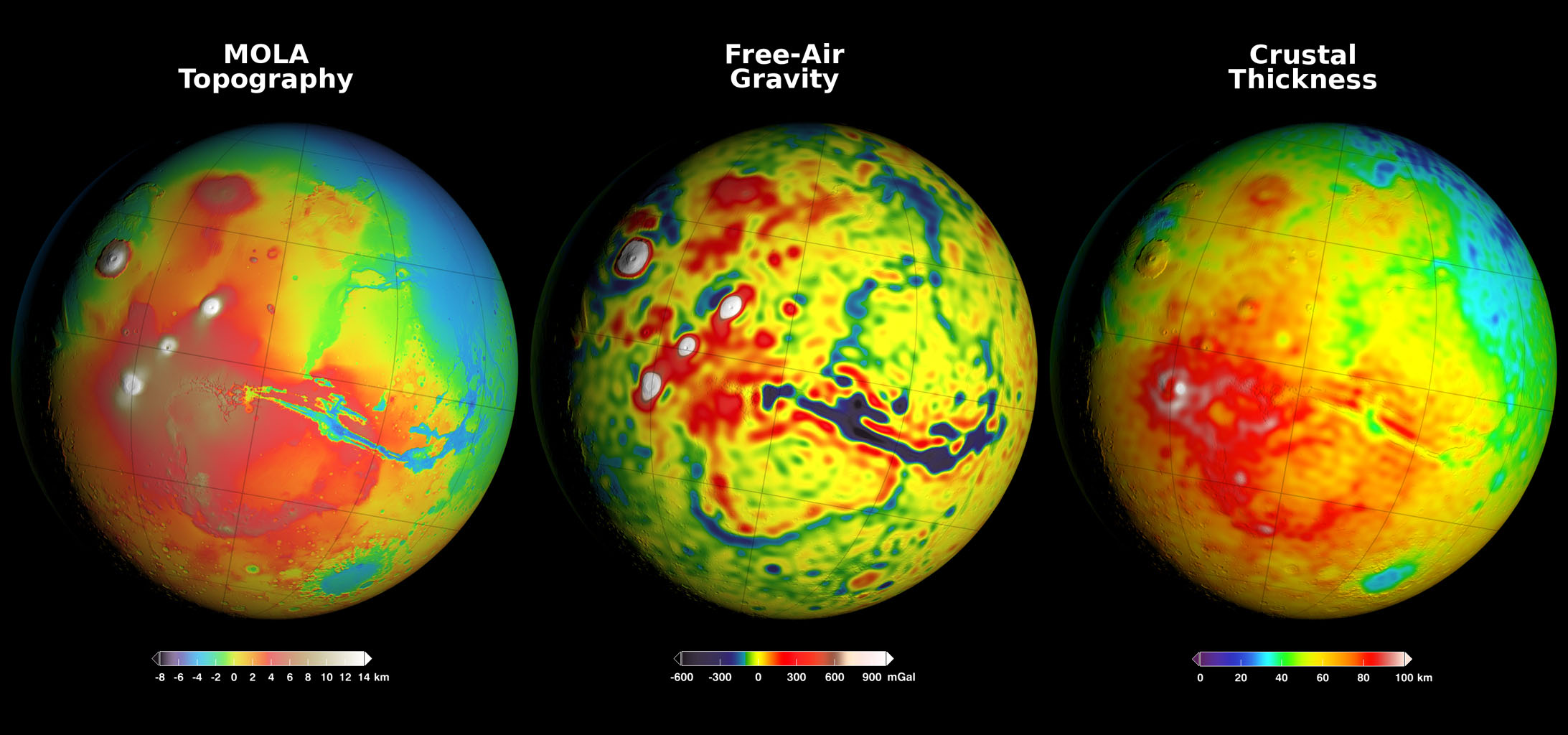
Comparación de topografía, anomalía de gravedad en aire libre y mapa de densidad de la corteza – Rojo: gravedad alta; Azul: gravedad baja

La gravedad de Marte es un fenómeno natural, debido a la ley de la gravedad, o gravitación, por la cual todas las cosas con masa alrededor del planeta Marte son atraídas hacia él. Es más débil que la gravedad de la Tierra debido a la menor masa del planeta. La aceleración gravitacional promedio en Marte es de 3,72076 ms−2 (alrededor del 38% de la de la Tierra) y varía.
El valor G promedio en Marte es de:
{\displaystyle g(r)=-{\frac {GM(r)}{r^{2}}}.} = 3.71 m/ s2
Donde {\displaystyle G} es la constante gravitacional y {\displaystyle M(r)} es la masa total encerrada dentro del radio {\displaystyle r}.
En general, la isostasia controlada por la topografía impulsa las anomalías gravitatorias del aire libre de longitud de onda corta. Al mismo tiempo, el flujo convectivo y la fuerza finita del manto conducen a anomalías de gravedad en el aire libre de escala planetaria de longitud de onda larga en todo el planeta. La variación en el espesor de la corteza, las actividades magmáticas y volcánicas, el levantamiento de Moho inducido por impactos, la variación estacional de los casquetes polares, la variación de la masa atmosférica y la variación de la porosidad de la corteza también podrían correlacionarse con las variaciones laterales.
A lo largo de los años, se han producido modelos que consisten en un número creciente pero limitado de armónicos esféricos. Los mapas producidos han incluido anomalía de gravedad en aire libre, anomalía de Bouguer y espesor de la corteza. En algunas áreas de Marte existe una correlación entre las anomalías de gravedad y la topografía. Dada la topografía conocida, se puede inferir un campo de gravedad de mayor resolución. La deformación de las mareas de Marte por el Sol o Fobos se puede medir por su gravedad. Esto revela cuán rígido es el interior y muestra que el núcleo es parcialmente líquido. 
Por lo tanto, el estudio de la gravedad de la superficie de Marte puede arrojar información sobre diferentes características y proporcionar información beneficiosa para futuros amartizajes.